# Молочко Сергій Володимирович
Сергій Володимирович Молочко (нар. 14 жовтня 1993, Замглай, Ріпкинський район, Чернігівська область, Україна) — український футболіст, нападник нижчолігового німецького клубу «Айнтрахт» (Емсело).

## Життєпис
Розпочав кар'єру на аматорському рівні, виступав у чемпіонаті Чернігівської області за «Будівельник-Енергія» із селища Ріпки (2012), «ЛКТ-Славутич» зі Славутича (2013, 2015) та «Зернопром» з Анисіва (2016).
У лютому 2017 року підписав контракт із новокаховською «Енергією». Разом із командою дійшов до фіналу Кубку федерації футболу АР Крим 2017 року. Його дебют у Другій лізі України відбувся 18 березня 2017 року у поєдинку проти франківського «Прикарпаття» (1:3). Місяць по тому, 28 квітня 2017 року, відзначився хет-триком у ворота запорізького «Металурга» (13:1).
У липні 2018 року перейшов до житомирського «Полісся», але покинув клуб уже наступного місяця. Восени 2018 року приєднався до «Факела» з міста Липовець Вінницької області, який програв в аматорському чемпіонаті України. Взимку 2019 року перейшов до аматорського німецького клубу «Айнтрахт», який представляє місто Емзело.
9 липня 2019 року став гравцем «Нікополя», за який грав протягом півроку у Другій лізі України, після чого повернувся до «Айнтрахту». Влітку 2020 року побував на перегляді у криворізькому «Гірнику».
Зрештою, у вересні 2020 року перейшов до молдовського «Бєльці». Разом із командою став переможцем Дивізіону «A». У сезоні 2020/21 років посів друге місце у гонці найкращих бомбардирів турніру, відзначився 24-ма голами. Дебют у вищому молдовському дивізіоні відбувся 1 липня 2021 року, в якому «Бєльці» обіграли тираспольський «Шериф» (1:0).

## Досягнення
- Дивізіон A Молдови
  -  Чемпіон (1): 2020/21